# Massey-Harris 101
Le Massey-Harris 101 est un tracteur agricole produit de 1938 à 1946 par Massey-Harris.

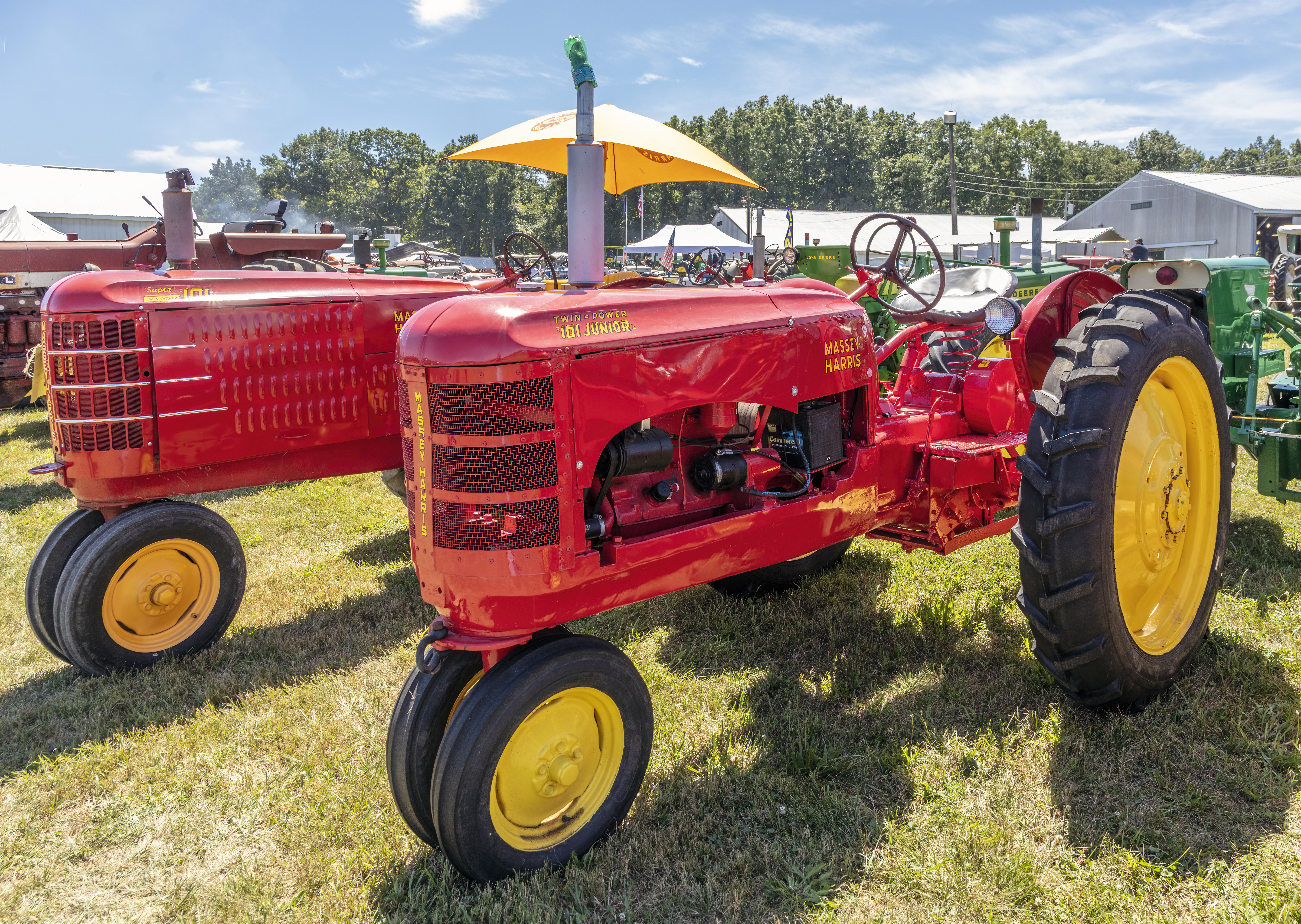
Tracteurs Massey-Harris 101 Junior et Super 101.